# Clovia roepstorffi
Clovia roepstorffi är en insektsart som beskrevs av William Lucas Distant 1908. Clovia roepstorffi ingår i släktet Clovia och familjen spottstritar. Inga underarter finns listade i Catalogue of Life.